# Константність видів
Конста́нтність ви́дів – у геоботаніці – показник, котрий характеризує відносну частоту трапляння виду в угрупованнях одного фітоценозу. Константність оцінюється, як правило, у балах за пятибальною шкалою:
- 5 балів: вид трапляється у більш, ніж 80% описаних угруповань фітоценозу;
- 4 бали: від 60 до 80%;
- 3 бали: від 40 до 60%;
- 2 бали: від 20 до 40%;
- 1 бал: до 20%.